# Provenchère (Doubs)
Provenchère település Franciaországban, Doubs megyében. Lakosainak száma 139 fő (2022. január 1.). Provenchère La Grange, Belleherbe, Belvoir, Rosières-sur-Barbèche, Surmont, Vernois-lès-Belvoir és Sancey községekkel határos.

## Népesség
A település népességének változása:
| Lakosok száma | 164  | 149  | 127  | 108  | 133  | 134  | 135  | 138  | 138  | 139  |
|               | 1968 | 1982 | 1990 | 2006 | 2013 | 2015 | 2017 | 2019 | 2020 | 2022 |